# Jon Julin
Jon Theodor Julin, född 10 december 1832 i Östra Husby församling, Östergötlands län, död 14 augusti 1919 i Ekeby församling, Östergötlands län, var en svensk präst och översättare.

## Biografi
Julin blev 1856 student vid Uppsala universitet och avlade där 28 maj 1857 teoretisk teologisk examen. Han avlade praktisk teologisk examen 16 december 1857 och prästvigdes 25 april 1858. Julin blev 19 oktober 1860 komminister i Ekeby församling och tillträdde 1861. Han avlade pastoralexamen 13 december 1867. Den 22 oktober 1877 blev han kyrkoherde i Östra Tollstads församling och tillträdde 1879. Julin blev 24 mars 1883 kyrkoherde i Ekeby församling och tillträdde direkt. Från den 23 april 1887 till den 5 april 1897 var han extra ordinarie hovpredikant. Julin var mellan den 19 februari 1902 och den 1 maj 1909 kontraktsprost i Göstrings kontrakt. Han var predikant vid prästmötena 1874 och 1895. År 1898 blev han ledamot (LNO) av Nordstjärneorden.
Jon Julin var son till byggmästaren Sven Julin och Maria Kristina Persdotter. Julin gifte sig 7 augusti 1862 med Hanna Margareta Augusta Lindbom (1838–1917), dotter till prosten Johan Magnus Lindbom i Styrestads församling och  Anna Christina Wåhlander. De fick tillsammans barnen ingenjören Jon Samuel Julin (1863–1929), Anna Elisabet Julin (1865–1956) som var gift med översten Helmer Falk, Ingeborg Julin (född 1868) som var gift med läkaren Herman Hjorton i Huskvarna, häradsskrivaren Nils Mårten Julin (född 1871), Karin Maria Julin (1876–1876) och apotekaren Olof Magnus Julin (1878–1928).

### Översättningar
- Skall en luthersk kristen kvarstanna i sin kyrka?, Uppsala 1876.[3]
- Fly ungdomens lustar, Uppsala 1877.[3]
- Hvad är en Lutheran eller hvarför kallar du dig Luthersk?, 1878.[3]
- Psalmöfversättningar i tidskr. Lutheranen, Uppsala 1877.[3]
- Redigerat en översättning af Luthers stora katekes, Norrköping 1880.[3]